# Kato Zodeia
Zodeia (greacă: Ζώδεια, turcă: Bostancı, ortografierea în latină include Zodia și Zodhia) este un sat pe insula Cipru.

## Date generale
Acesta este situat la est de Morphou în Districtul Nicosia. Este situat în partea de nord a insulei, el a fost ocupat de către Turcia din 15 august 1974. La momentul invaziei, populația satului număra în jur de 8.000 locuitori.

## Linia verde de trecere
Zodeia este una din cele șase locații pe unde se poate trece peste linia verde și zona-tampon creată de ONU între Republica Cipru și Republica Turcă a Ciprului de Nord. Orașul de pe partea Republicii Cipru a frontierei este Astromeritis. Trecerea este doar pentru traficul de vehicule.

### Deschidere
Trecerea a fost deschisă la 31 august 2005.